# Evelyn Cheesman
Lucy Evelyn Cheesman OBE, född 8 oktober 1881 i Westwell, Kent, Storbritannien, död 15 april 1969 i London, var en brittisk entomolog.